# Human Nature (filme)
Human Nature (br: A Natureza Quase Humana / pt: Natureza Humana) é um filme estadunidense de 2001, do gênero comédia, escrito por Charlie Kaufman e dirigido pelo francês Michel Gondry. Conta a história de três pessoas — um escritor com hipertricose, um homem que foi criado como um chimpanzé longe da civilização e um psicólogo que tenta socializar o homem-chimpanzé em um membro civilizado da sociedade e domar seus instintos mais bestiais. Foi um fracasso de bilheteria e recebeu críticas negativas a mistas. 
Foi exibido fora da competição no 54º Festival Internacional de Cinema de Cannes.

## Elenco
- Tim Robbins como Dr. Nathan Bronfman
- Patricia Arquette como Lila Jute
- Rhys Ifans como Puff
- Miranda Otto como Gabrielle
- Ken Magee como Detetive
- Sy Richardson como Detetive
- Hilary Duff como Lila Jute (jovem)